# (18286) Kneipp
(18286) Kneipp (1973 UN5) – planetoida z pasa głównego asteroid okrążająca Słońce w ciągu 3,76 lat w średniej odległości 2,42 j.a. Odkryta 27 października 1973 roku.